# سيماو سانتوس
سيماو سانتوس (21 يوليو 1982 بلواندا في أنغولا - ) هو لاعب كرة سلة أنغولي في مركز هجوم صغير الجسم. لعب مع أوفارينسي لكرة السلة.

## وصلات خارجية
- سيماو سانتوس على موقع ريلجم (الإنجليزية)
- سيماو سانتوس على موقع بروبوليرز (الإنجليزية)